# Hemerocallis lilioasphodelus
Bắc hoàng hoa thái (tên khoa học: Hemerocallis lilioasphodelus, đồng nghĩa: Hemerocallis flava) là một loài thực vật trong chi Hemerocallis. Loài này được tìm thấy khắp Trung Quốc, châu Âu và Đông Bắc Ý và Slovenia.
Bắc hoàng hoa thái phát triển trong các bụi lớn lan rộng và lá của nó dài đến 75 cm (30 in) dài. Nó có hoa vàng chanh với mùi hương thơm dịu trong một cụm 3 đến 9 hoa.
Loài hoa này ăn được và được sử dụng trong ẩm thực Trung Quốc và ẩm thực Nhật Bản.

## Hình ảnh

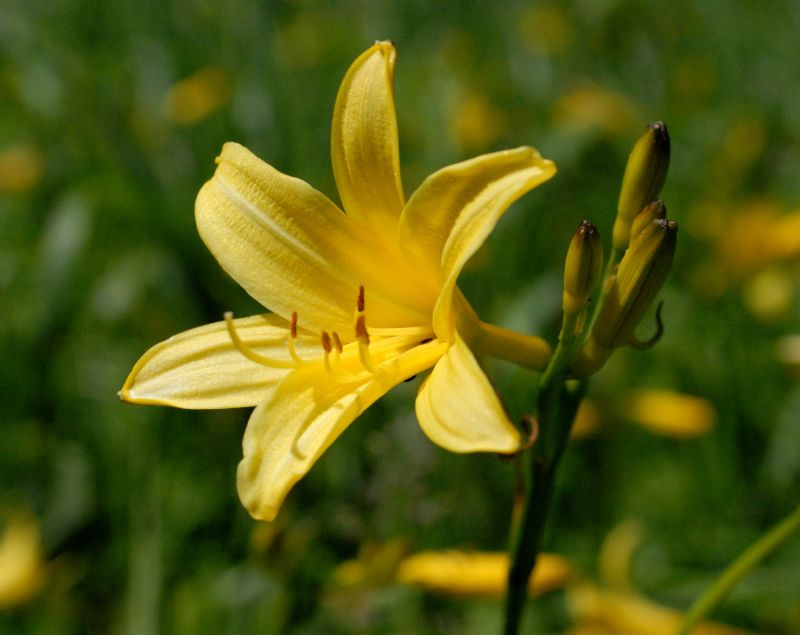
Hemerocallis lilioasphodelus
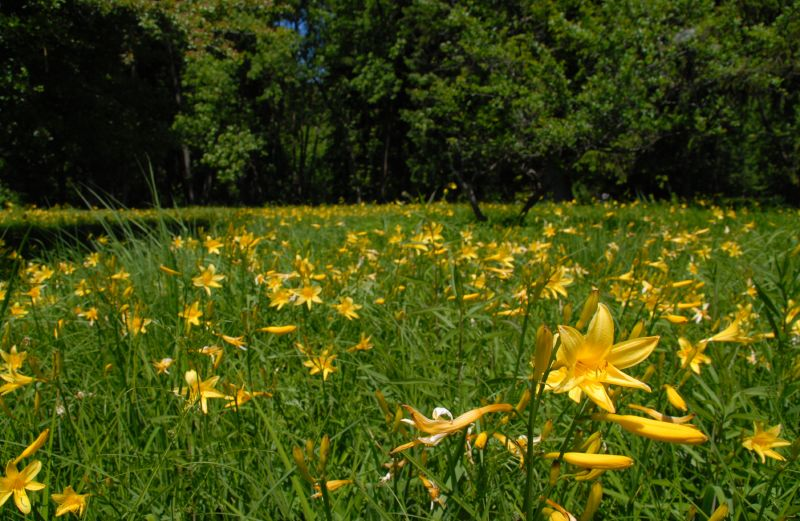
Hemerocallis lilioasphodelus